# Monika Fiafialoto
Ne doit pas être confondu avec Monika Fiafialoto (Miss Wallis-et-Futuna).
Monika Fiafialoto (née le 1er mars 1965 à Wallis) est une athlète française, spécialiste du lancer du javelot. Licenciée au Racing, elle a été membre de l'équipe de France de lancer de javelot.
Elle est la mère du joueur de rugby Yann David.

## Biographie
Monika Fiafialoto remporte deux titres de championne de France du lancer du javelot, en 1983 et 1985. Elle a notamment effectué un lancer record à 57,10 m.  

### Palmarès
- Championnats de France d'athlétisme :
  - 2 fois vainqueur du lancer du javelot en 1983 et 1985.

### Records
| Épreuve                           | Performance | Lieu | Date |
| --------------------------------- | ----------- | ---- | ---- |
| Lancer du javelot (ancien modèle) | 57,10 m     |      | 1983 |